# فقر الدم السوي الصباغ
فقر الدم السوي الصباغ (بالإنجليزية: Normochromic anemia)‏ هو شكل من أشكال فقر الدم، تكون فيه تركيزات الهيموغلوبين في خلايا الدم الحمراء ضمن النطاق الطبيعي، ولكن عدد خلايا الدم الحمراء غير كافٍ. تشمل الحالات التي يُلاحظ فيها ذلك فقر الدم اللاتنسجي، وفقر الدم الانحلالي، وفقر دم الأمراض المزمنة وفقر الدم التالي للنزف.
يكون متوسط الهيموغلوبين الجسيمي أو تركيز الهيموغلوبين الكريوي الوسطي في هذه الخلايا طبيعيًا. 